# Governo Insular das Ilhas Filipinas
```
   |-
       |
Erro:
:  
valor não especificado para "
nome_comum
"
```

Governo Insular das Ilhas Filipinas foi um governo territorial dos Estados Unidos criado em 1901 na atual Filipinas.  O nome reflete o fato de que foi uma administração civil sob a autoridade do Bureau of Insular Affairs, em contraste com o governo militar que foi substituído.
O governo foi originalmente organizado no território recém-adquirido pelo braço executivo do governo estadunidense, a fim de substituir a administração militar com civis. Muito rapidamente, em 1902, o Congresso dos Estados Unidos aprovou a Philippine Organic Act, que organizou formalmente o Governo Insular e serviu como lei básica, ou lei orgânica, semelhante a uma Constituição. Este ato previa um Governador-Geral das Filipinas designado pelo presidente dos Estados Unidos, bem como um Legislativo Filipino bicameral com a Comissão Filipina apontada como uma câmara alta e uma câmara baixa eleita pelos filipinos, a Assembleia Filipina.
Em 1916, a Philippine Organic Act foi substituída pela Jones Law, que encerrou a Comissão Filipina e previa que as duas câmaras do Legislativo Filipino fossem eleitas.
Finalmente, em 1935, o Governo Insular foi sucedido pela Commonwealth das Filipinas, ainda sob o governo estadunidense, como uma etapa  para a independência completa em dez anos. Atrasada pela Segunda Guerra Mundial, as Filipinas adquiriram a soberania plena em 1946.

## Leitura complementar
- Philippines. Civil Service Board (1906). Annual Report of the Philippine Civil Service Board to the Civil Governor of the Philippine Islands, Issue 5. Contributors United States. Philippine Commission (1900-1916), United States. Bureau of Insular Affairs. [S.l.]: Bureau of Public Printing. ISBN 9715501680. Consultado em 24 de abril de 2014